# داميان خيمينيز
داميان خيمينيز (بالإسبانية: Damián Giménez)‏ هو لاعب كرة قدم أرجنتيني في مركز الدفاع، ولد في 26 فبراير 1982 في لوماس دي ثامورا في الأرجنتين. شارك مع منتخب الأرجنتين تحت 20 سنة لكرة القدم. أما مع النوادي، فقد لعب مع بانفيلد وتشورنومورتس أوديسا ونادي بيسكارا ونويفا شيكاجو ونيولز أولد بويز.

## وصلات خارجية
- داميان خيمينيز على موقع اتحاد أوكرانيا (الإنجليزية)
- داميان خيمينيز على موقع قاعدة بيانات كرة القدم.إي يو (الإنجليزية)
- داميان خيمينيز على موقع Soccerway.com (الإنجليزية)
- داميان خيمينيز على موقع عالم كرة القدم.نت (الإنجليزية)